# علاقات فنلندا وحلف شمال الأطلسي
فنلندا هي أحد أعضاء الاتحاد الأوروبي التي ليست عضوًا في حلف شمال الأطلسي (الناتو). تقيم فنلندا علاقات رسمية مع حلف الناتو منذ عام 1994، عندما انضمت إلى برنامج الشراكة من أجل السلام. يحافظ البلد على علاقات إيجابية مع المنظمة  كانت احتمالية عضويتها فيها محل جدل في البلد منذ نهاية الحرب الباردة. لكن بعد الغزو الروسي لأوكرانيا في عام 2022، مال الجدل لصالح الانضمام إلى عضوية حلف الناتو، فانضمت فنلندا رسميًا إلى الحلف بعد تقديم طلب الانضمام في 18 مايو 2022 .

## خلفية
في نهاية الحرب العالمية الثانية، كان على فنلندا أن تقطع علاقاتها مع ألمانيا التي كانت متحالفة معها ضد الاتحاد السوفييتي في حرب الاستمرار. بعد الحرب، كانت السياسة مسترشدة بما يسمى مبدأ باسيكيفي-كيكونين، الذي يهدف إلى ضمان بقاء فنلندا دولة رأسمالية ديمقراطية مستقلة ذات سيادة تقف إلى جانب الاتحاد السوفييتي الشيوعي. كان سيتم تحقيق ذلك من خلال الحفاظ على علاقات جيدة بما فيه الكفاية مع الاتحاد السوفييتي لتجنب الحرب مع جارتها الشرقية. رفضت الحكومة الفنلندية المساعدات الخارجية من الولايات المتحدة المقدمة وفقًا لخطة مارشال، وذلك بسبب الضغط الذي تعرضت له من الاتحاد السوفييتي. بعد ذلك بفترة قصيرة، تم إبرام معاهدة واي واي إيه بين فنلندا والاتحاد السوفييتي. تميزت الحرب الباردة بما يسمى «الفنلده»، التي حافظت فيها فنلندا على استقلالها الاسمي في الشؤون الداخلية، في حين كانت سياستها الخارجية محدودة من أجل تجنب النزاعات مع السياسة الخارجية للاتحاد السوفييتي. نتيجة لذلك، اتخذت مواقف محايدة للابتعاد عن صراعات القوى العظمى، والامتناع عن الانضمام إلى الناتو أو المجتمعات الأوروبية أو أي مؤسسات أخرى أسستها الدول الديمقراطية الغربية بعد الحرب. بذلت الحكومة الفنلندية في ذروة الحرب الباردة جهودًا كبيرة لزيادة القدرات الدفاعية، ولضمان وجود رادع قوي لحدوث أي غزو محتمل. منذ عام 1968 وصاعدًا اعتمدت الحكومة الفنلندية مبدأ الدفاع الإقليمي، الذي يتطلب استخدام مساحات أرضية واسعة لتأخير المعتدي المحتمل واستنزافه. استكمل ذلك بسياسة الدفاع الشامل، التي تدعو إلى استخدام جميع موارد المجتمع للدفاع الوطني في حال حدوث أزمة.

## التعاون
تشارك فنلندا تقريبًا في جميع المجالات الفرعية لبرنامج شراكة من أجل السلام، وقد قدمت قوات حفظ سلام لكل من مهمات كوسوفو وأفغانستان. تحافظ فنلندا على علاقات قوية مع حلف الناتو وتشتري التجهيزات العسكرية من أعضاء في التحالف، بما في ذلك طائرات لايتنينغ إف-35 الثانية، إذ أنه يجب أن تتوافق المعدات التي يتم شراؤها حديثًا مع معايير حلف الناتو.
في أبريل عام 2014، وبينما كان كارل هاغلوند وزير الدفاع، أعلنت الحكومة أنها ستوقع مذكرة تفاهم مع حلف الناتو بشأن استعداد فنلندا لاستقبال مساعدة عسكرية ولمساعدة الناتو في صيانة المعدات. مع ذلك، أكد هاغلوند على أن مذكرته لن تكون خطوة باتجاه العضوية.

### 2023–حتى الآن: عضوية فنلندا في حلف شمال الأطلسي
أصبحت فنلندا عضوًا رسميًا في التحالف في 4 أبريل 2023، أي بعد 74 عامًا بالضبط من توقيع معاهدة شمال الأطلسي التي أسست حلف شمال الأطلسي. ورُفع علم فنلندا في وقت واحد في مقر حلف شمال الأطلسي في بروكسل، وفي القيادة العليا للقوات المتحالفة في أوروبا في منس، وفي مقر قيادة قوات الحلفاء المشتركة نورفولك في نورفولك بولاية فرجينيا، وعُزف النشيد الوطني الفنلندي. وردًا على انضمام فنلندا، قالت روسيا إنها ستزيد قواتها على طول الحدود الفنلندية الروسية إذا أرسل حلف شمال الأطلسي قوات إلى فنلندا. قال ستولتنبرغ إنه لن تكون هناك قوات تابعة لحلف شمال الأطلسي متمركزة في فنلندا دون موافقة الحكومة الفنلندية.
في 1 مارس 2024 أدى ألكسندر ستوب، وهو مؤيد قوي لحلف شمال الأطلسي، اليمين الدستورية كرئيس جديد لفنلندا. وفي 7 مارس 2024 كانت أول رحلة خارجية لستوب كرئيس جديد لفنلندا إلى مناورة الاستجابة الشمالية العسكرية لحلف شمال الأطلسي في شمال النرويج. وفي 7 مارس 2024 أصبحت السويد المجاورة أخيرًا عضوًا في حلف شمال الأطلسي.
في يوليو 2024، وافق البرلمان الفنلندي على اتفاقية التعاون الدفاعي بين فنلندا والولايات المتحدة.
في سبتمبر 2024 أُعلن أن فنلندا ستستضيف مقرين لحلف شمال الأطلسي. ومن المتوقع أن يُعلن عن ميكيلي كمقر لوحدة القيادة البرية لشمال أوروبا في حين ستتمركز القوة البرية المتقدمة متعددة الجنسيات (FLF) إما في روفانييمي أو سودانكيلا في إقليم لابي.